# Cedar (jezioro)
Cedar (ang. Cedar Lake) – jezioro w Ameryce Północnej, w kanadyjskiej prowincji Manitoba, położone na północ od jeziora Winnipegosis. Przepływa przez niego rzeka Saskatchewan, która łączy go z położonym bardziej na wschód jeziorem Winnipeg.
Cedar tworzy z kilkoma innymi zbiornikami wodnymi (m.in. Winnipeg, Winnipegosis i Manitoba) zespół jeziorny w środkowej części prowincji Manitoba. Stanowią one pozostałość większego zbiornika wodnego – lodowcowego jeziora Agassiz.
Ważniejsze miejscowości nad jeziorem to Grand Rapids i Easterville.